# Schroeter (cráter marciano)
Schroeter es un cráter de impacto situado en el cuadrángulo Terra Tyrrhena de Marte, localizado en las coordenadas 1.9°S de latitud y 55.99°E de longitud, por lo que su perímetro cruza la línea ecuatorial del planeta. Se halla al norte del gran cráter Huygens. Tiene 291,6 km de diámetro y recibió su nombre en honor de Johann Hieronymus Schröter en 1973.